# Jurta

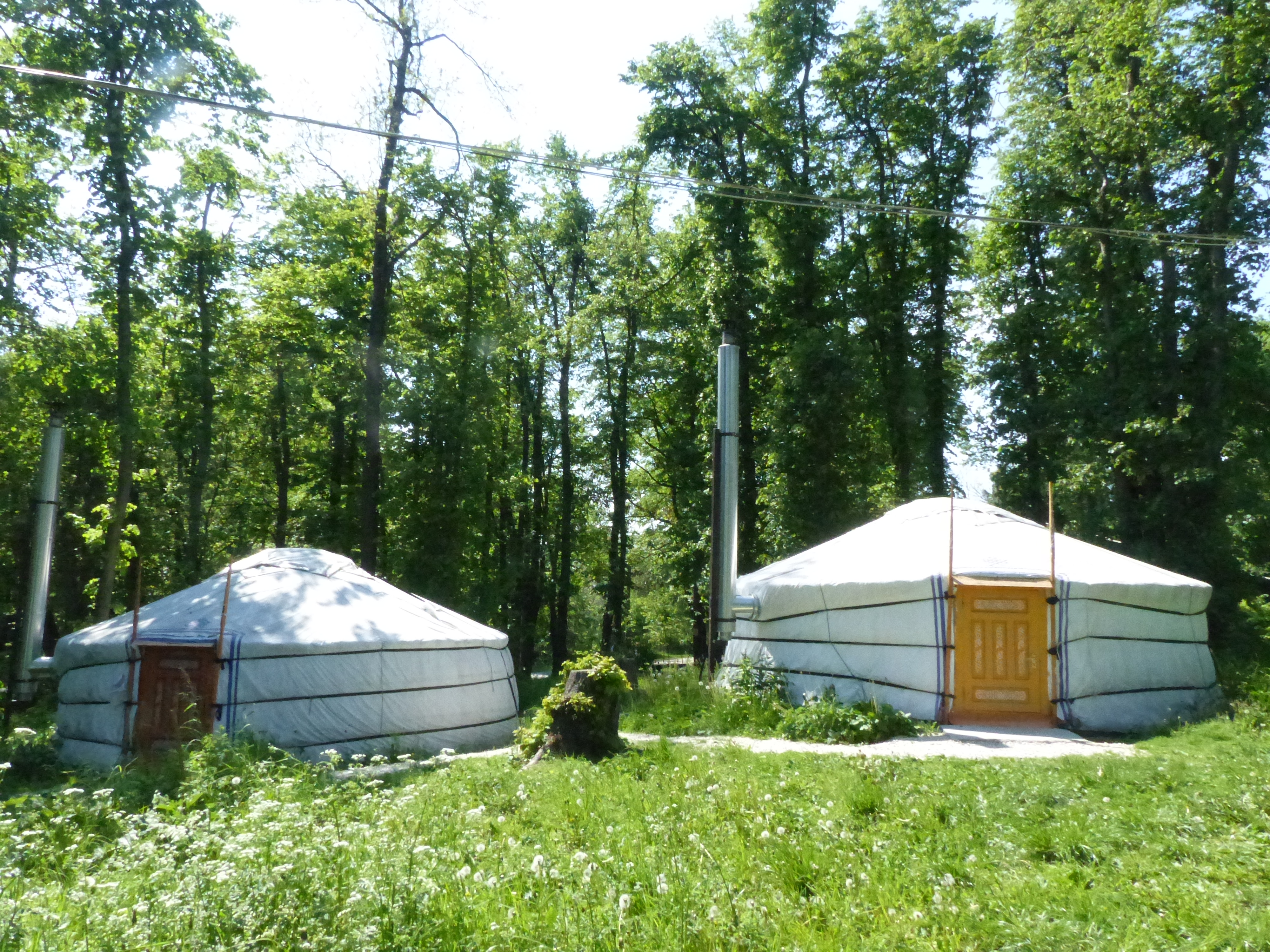
Jurták Dobogókőn

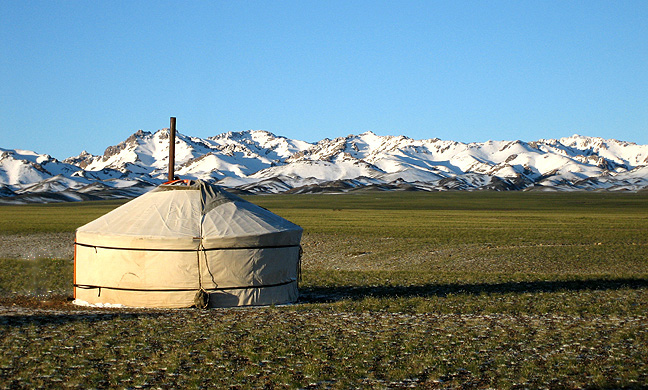
Jurta a mongol sztyeppen

A jurta a vándorló nomádok, jellemzően a közép-ázsiai és kelet-szibériai nomád török és mongol népek favázra épített kerek nemezsátra. A honfoglalás kori magyaroknak is lakóépülete volt. A nagy állattartó közösségekhez köthető életforma során alakult ki ez a rácsos falú, kupolás tetejű, nemezzel borított, sátorszerű építmény. A jurta jelentősége abban állt, hogy szétszerelve könnyen tovább lehetett vele vándorolni, ami az évszakok változása által meghatározott sztyeppi életmód (téli–nyári szállás), a költözködés szempontjából rendkívüli fontossággal bírt.

## Felépítése
A jurta kör alakban felállított rácsos fala, a „kerege” – amely állati inakkal összefogott falécrács táblákból állt – tartotta a körülbelül tetőléc keresztmetszetű lécekkel középre igazított kör alakú úgynevezett tündököt, amit építéskor az „istenfának” nevezett villás alakú rúd tartott. A „kerege” köré szorosra feszített kötél biztosította, hogy a jurta az „istenfa” kivétele után nem rogyott össze.
A bejáratot egy szőnyegajtó takarta, rendszerint nemezből készült. A vándorló nomádok hite szerint a jurta küszöbére tilos volt lépni, mert a küszöb alatt alvó házi istenek (szellemek) felébredtek és bajt hoztak a családra. Ez a babona még napjainkban is fellelhető a magyar családok között.
A jurtában a bejárattal szemben helyezkedett el egy kezdetleges oltár. A jobb oldalon volt a férfiak helye és a család vagyona, bal oldalon pedig a nők és a főzéshez szükséges készletek, ételek kaptak helyet. A jurta közepén pedig maga a szabad tűzhely került elhelyezésre, amin és amellett a megfőzött ételek, illetve akkor használt edényeket helyezték el. A szabad tűzhely égésgázai a jurta tetején elhelyezett tündökön keresztül távoztak a szabadba. A tündököt a tűzhely használatán kívüli időszakokban nemezzel letakarták, letakarhatták. Az épület hőtartó képességét a „keregére” felkötött nemezlapokkal fokozhatták, ha több réteget erősítettek egymásra. Meleg időszakokban a nemezburkolatot feltekerték, felhajthatták, vagy vízszintes irányban árnyékolóként botokkal kitámaszthatták a szellőzés segítése érdekében. A padlózatot, a földet rendszerint szőnyegekkel, nemezlapokkal burkolták. Ennek minősége, díszítettsége és mennyisége a gazda módosságát is mutatta.
A kazah jurta annyiban tér el az előbbiekben ismertetett mongol jurtától, hogy nincsenek istenfák, más a tündök szerkezete és hajlítottak a tetőlécek végei.
A jurta szó az ótörök jurt szóból származik, amely lakóhelyet, tartózkodási helyet jelent.

### Tündök
A tündök egy kör alakú fakeret, aminek a belsejében egy kupolaszerű rácsozat van. A keret külső peremén vannak kialakítva azok a lyukak, ahova a tetőlécek végei illeszkednek.

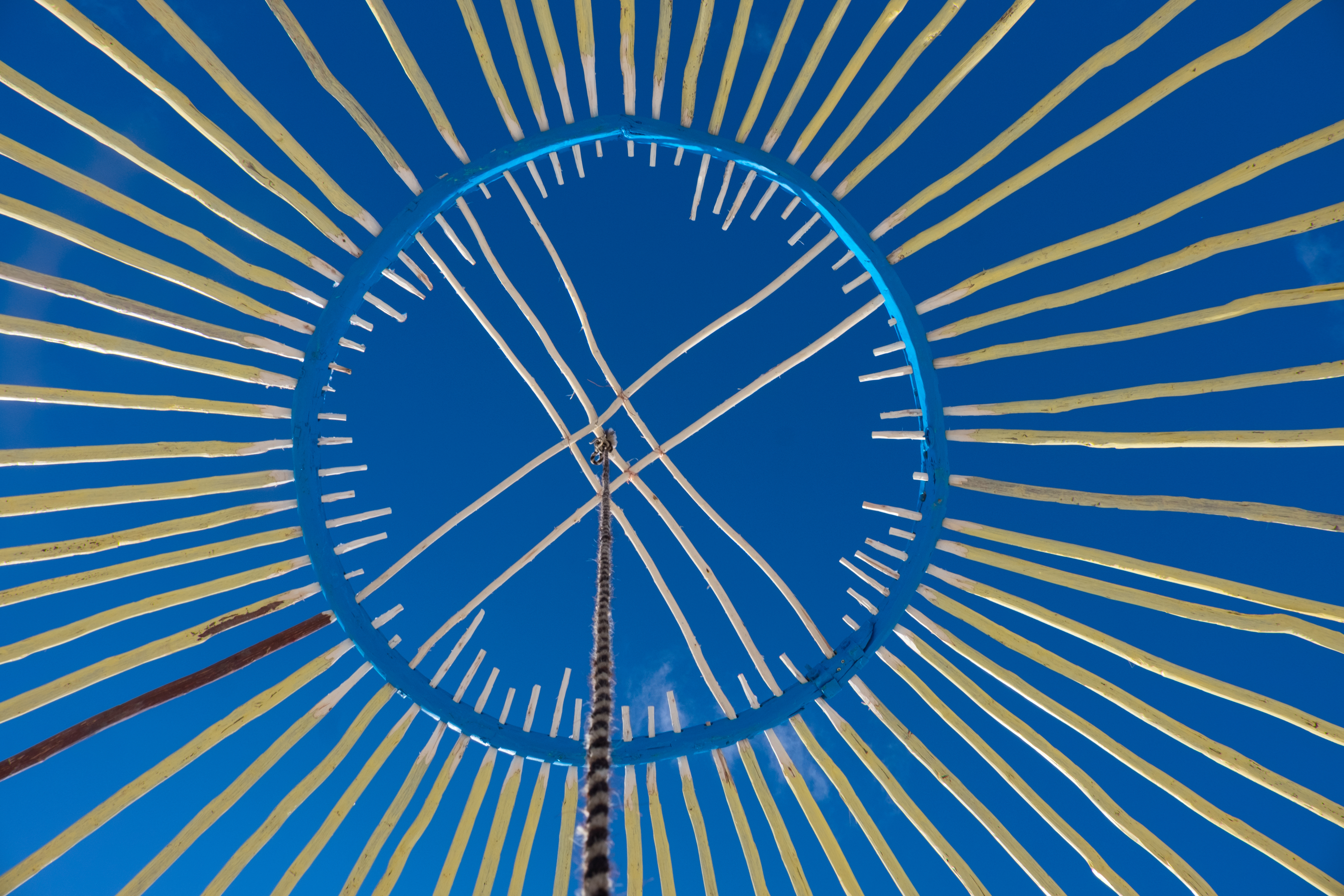
Kazah tündök
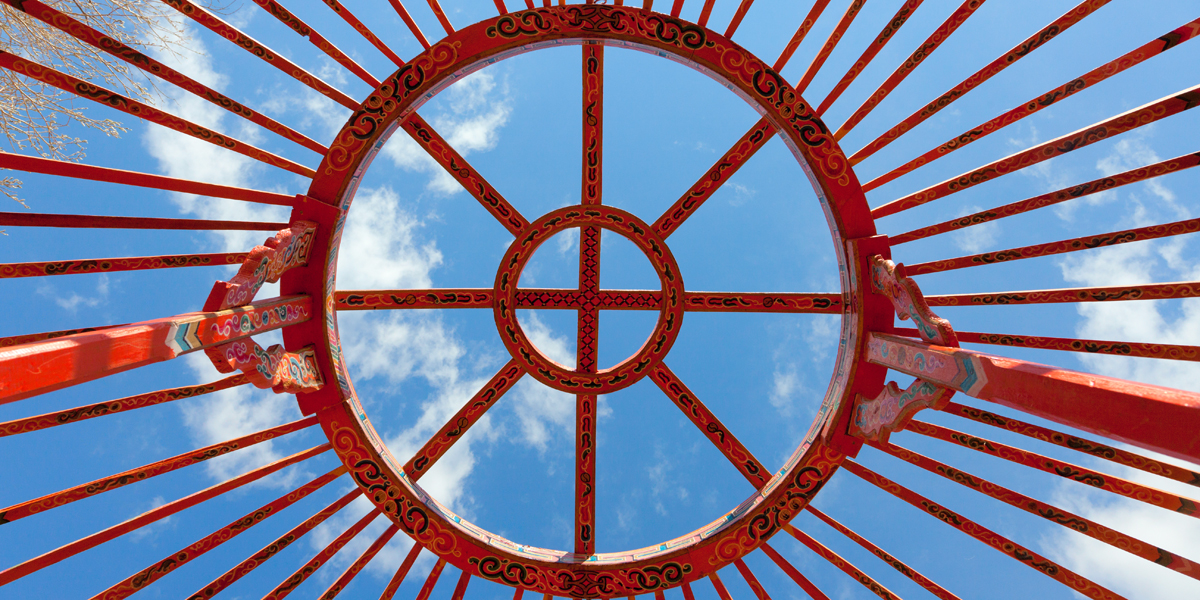
Mongol tündök

## Egy mongol jurta összeállítása
Barún-Urt város, Szühebátor tartomány (1972).

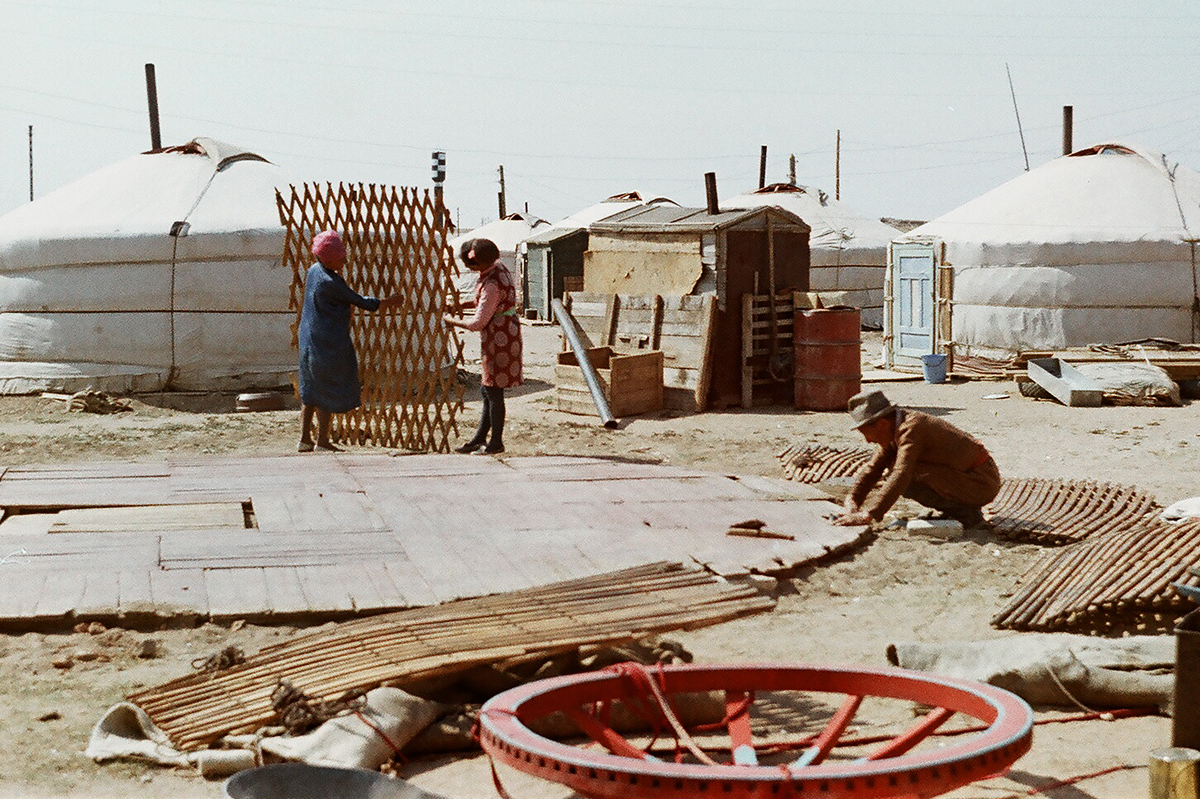
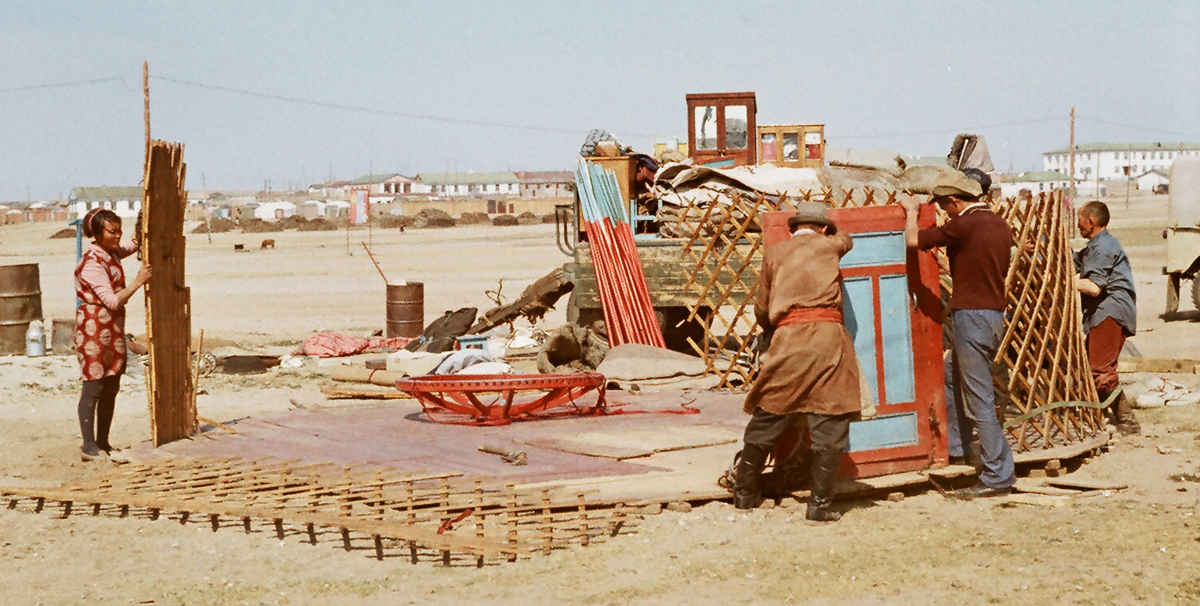
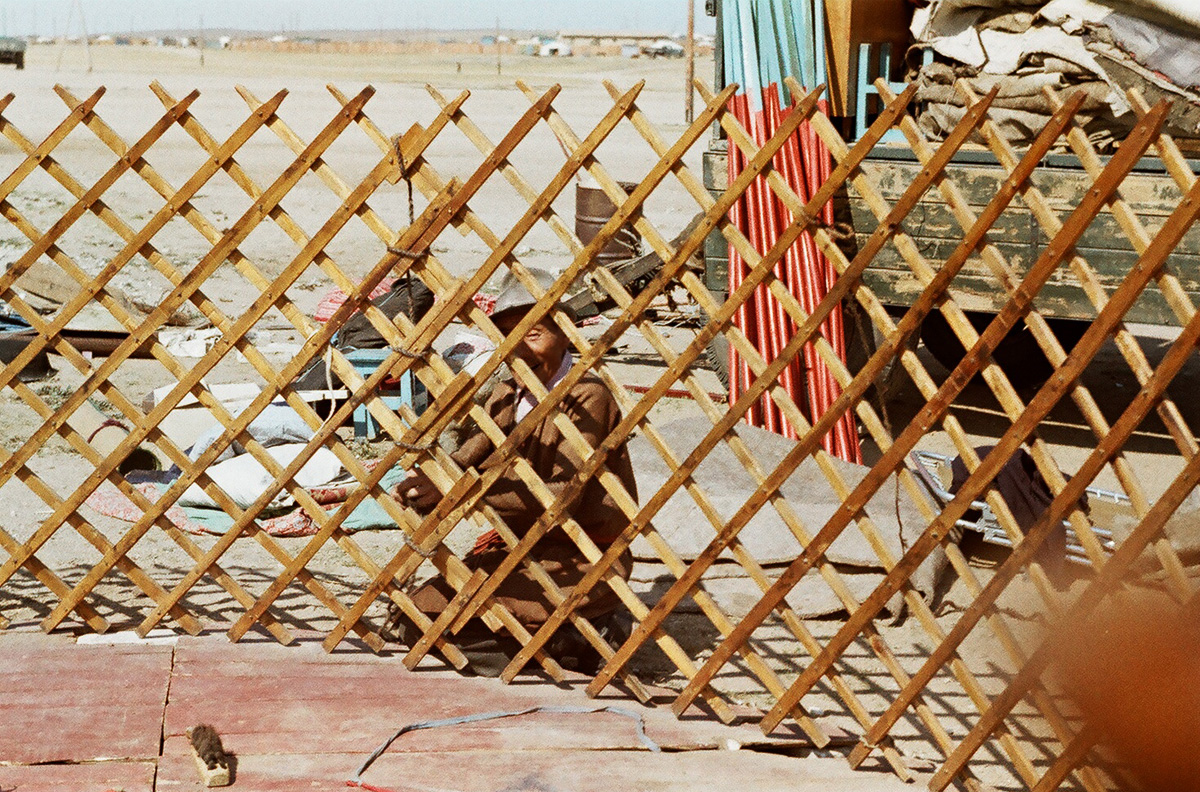
Kerege
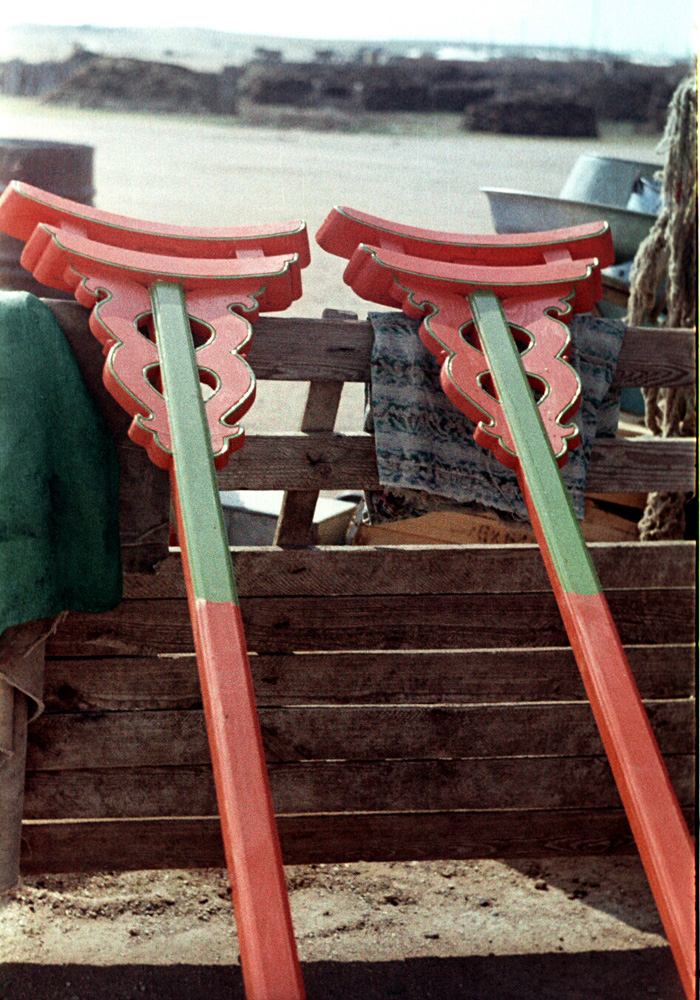
Istenfák
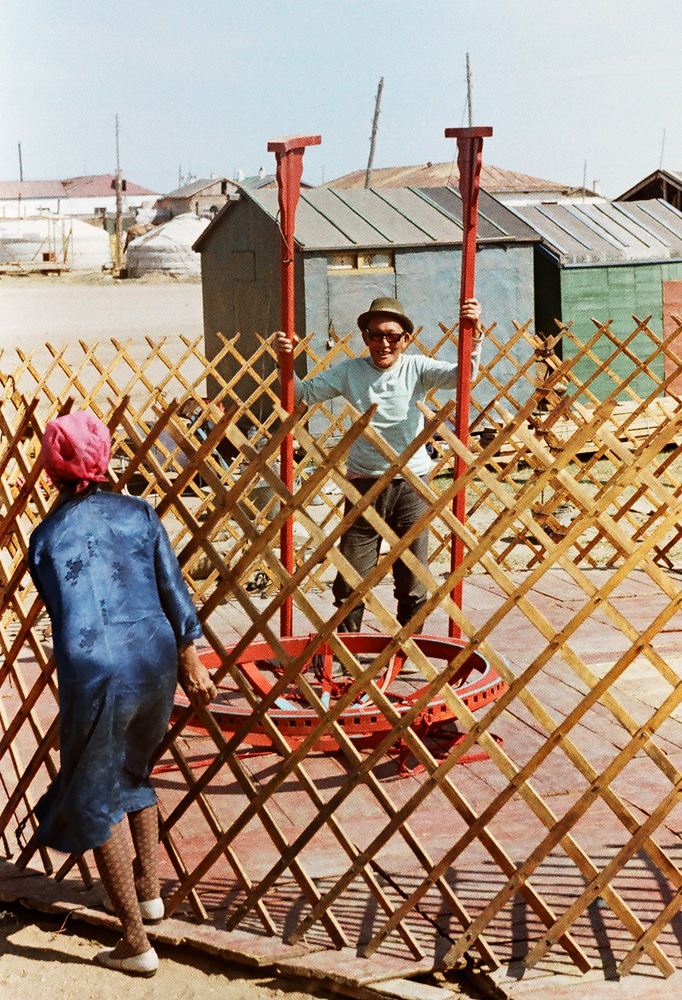
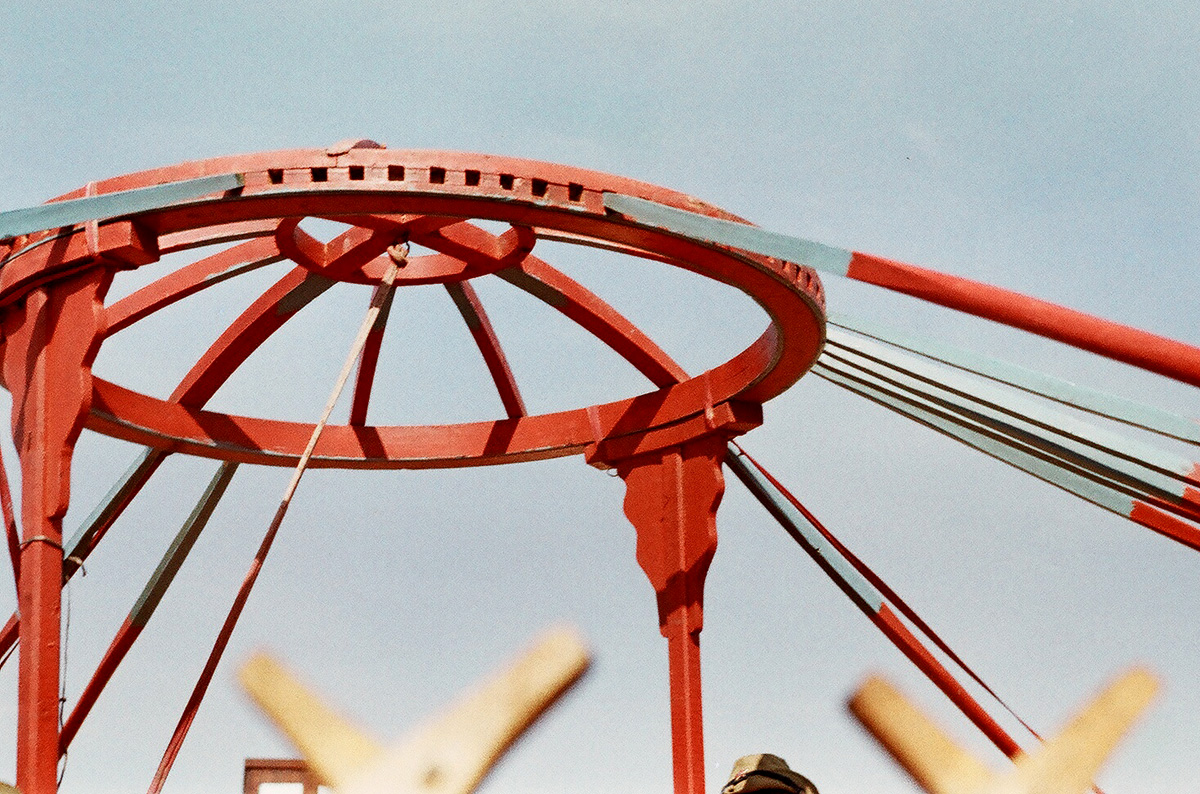
Tündök
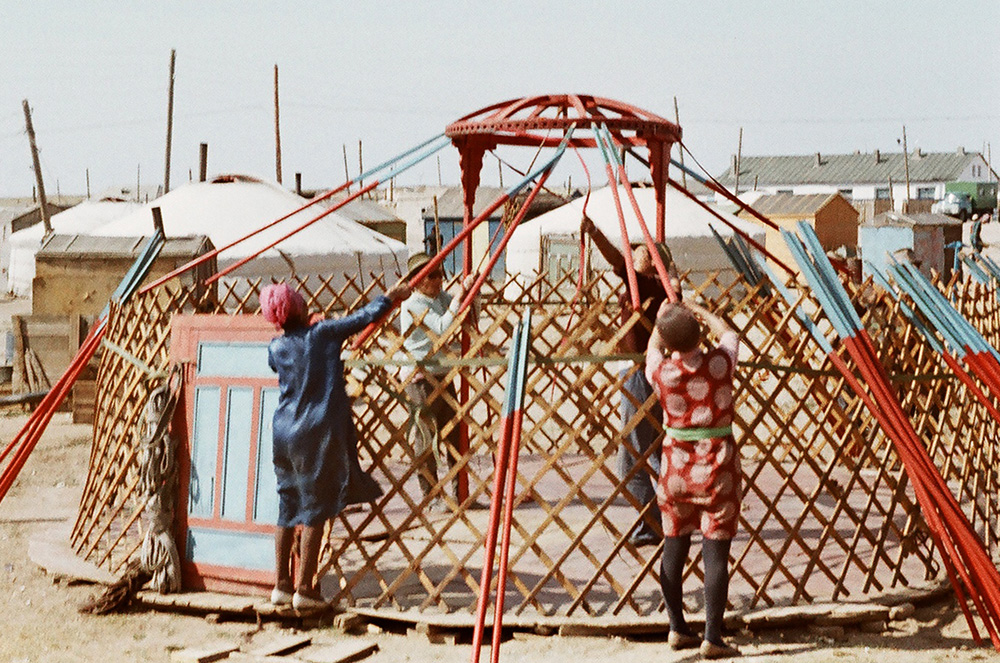
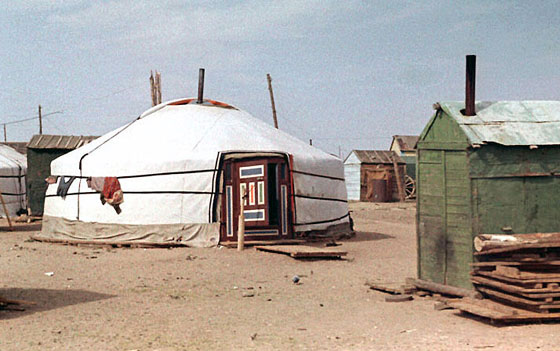